# أتراك المسخيت
أتراك المسخيت ويعرفون باسم (بالتركية: Ahıska Türkleri)‏; (بالجورجية: თურქი მესხები)‏ (t'urk'i meskhebi) هم أتراك العرقية وكانوا يعيشون في منطقة مسخيتي جورجيا (سابقاً)، على طول الحدود مع تركيا. بدأ الوجود التركي في المسخيت مع الغزو العثماني من 1578، وعلى الرغم من أن القبائل التركية استقروا في المنطقة في وقت مبكر من القرنين الحادي عشر والثاني عشر. اليوم أصبح أتراك المسخيت ينتشرون بشكل واسع في مختلف أنحاء دول الاتحاد السوفياتية السابقة (وكذلك في تركيا والولايات المتحدة) وذلك بسبب عمليات الترحيل القسري خلال الحرب العالمية الثانية. في ذلك الوقت، كان الاتحاد السوفياتي يستعد لإطلاق حملة ضغط ضد تركيا وجوزيف ستالين يريد الإنهاء على الشعب التركي في مسخيت. في عام 1944، اتُهم الأتراك المسخيت بالتهريب وأعمال اللصوصية والتجسس بالتعاون مع أقاربهم عبر الحدود التركية. شجعت السياسات القومية في ذلك الوقت شعار: «جورجيا للجورجيين» وأن الأتراك المسخيت ينبغي أن يُرسلوا إلى تركيا «التي ينتمون إليها». تم ترحيل ما يقرب من 115,000 الأتراك المسخيت إلى آسيا الوسطى، وكان فقط بضع مئات تمكنوا من العودة إلى جورجيا منذ ذلك الحين.

## أصل وتسميات

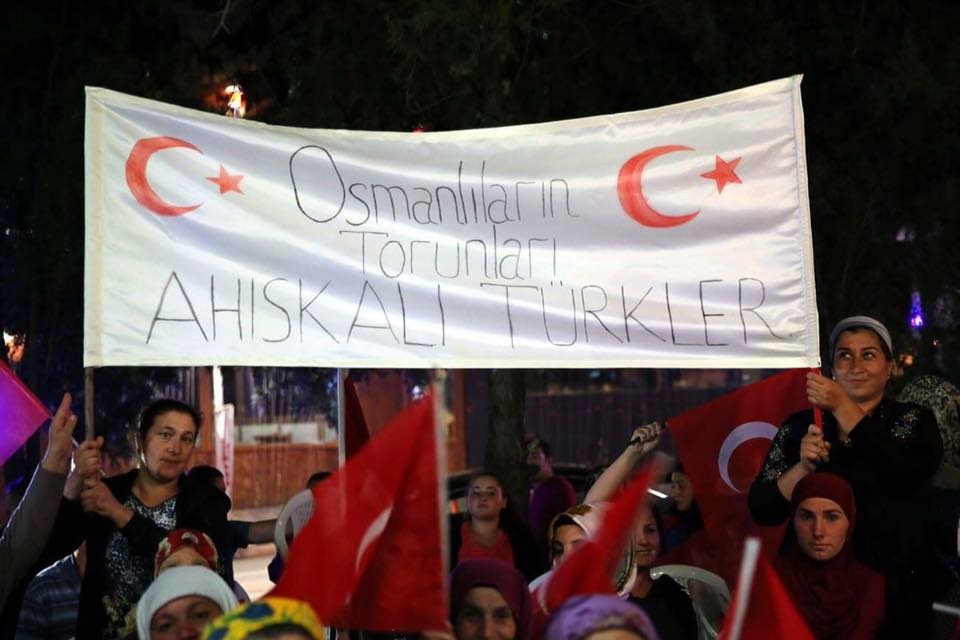
أتراك مسخيتيون يحملون لافتة كتب عليها "أحفاد العثمانيين: الأتراك المسخيتيين

أصل المسخيت لا يزال غير معلوم ومثير للجدل. لكن يمكننا القول أن هناك اتجاهين رئيسيين:
1. الاتجاه المؤيد للأتراك: إن هؤلاء السكان هم من أصل تركي، وهم يمثلون عرقية أخرى في جورجيا.[14]
2. الاتجاه المؤيد للجورجية: التأريخ الجورجي قد قال أن الأتراك المسخيت، الذين يتحدثون لهجة قارص من اللغة التركية وينتمون إلى المذهب الحنفي للإسلام السني، ببساطة جورجيين متتركين تحولوا إلى الإسلام في الفترة ما بين القرن السادس عشر و 1829 عندما كانت المنطقة من سكان مسخيت جاواختی تحت حكم الإمبراطورية العثمانية.[15]

ومع ذلك، فقد قال أناتولي ميخائيلوفيتش كازانوف أنه «من الممكن جدًا أن أتباع هذا الرأي المُبسط عن التاريخ العرقي للجماعة، ولا سيما إذا قورنت ذلك مع مجموعة أخرى جورجية مسلمة (أجاريون)، على الرغم أنهم احتفظوا بدينهم» الإسلام«، لكن إلى حد ما أيضًا تغير الثقافة التقليدية الجورجية وتحديد الهوية الخاصة بهم. وخلافًا لذلك، فإن الثقافة التقليدية لأتراك المسخيت، على الرغم من أنه يحتوي على بعض العناصر الجورجية، فكانت مماثلة لتلك الموجودة في تركيا». وقد قالت كاثرين توملينسون أن في الوثائق السوفيتية عام 1944 حول ترحيل الأتراك المسخيت كان يشار إليهم باسم «الأتراك»، وأنه كان بعد الترحيل الثاني في أوزبكستان من أن مصطلح «أتراك المسخيت» اخُترع. وعلاوة على ذلك، وفقًا لرونالد ويكسمان، فإن مصطلح «المسخيت» جاء فقط استخدامه في أواخر الخمسينات من القرن الماضي. في الواقع، معظم هؤلاء السكان يسمون أنفسهم باسم «الأتراك» أو «أتراك أهسكا» في إشارة إلى المنطقة، وهذا يعني «الأتراك من منطقة أهسكا».

## التاريخ

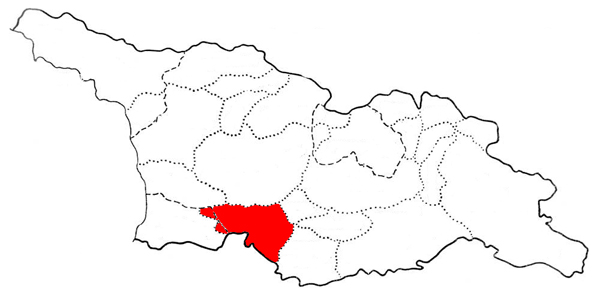
المنطقة التاريخية من سكان مسخت جورجيا.

### الهجرة العثمانية
في 1578، غزت الامبراطورية العثمانية مسخيت، على الرغم من أنه لم يكن جزء آمن من الإمبراطورية العثمانية حتى 1639، عندما تم التوقيع على معاهدة وضعت حدًا للمحاولات الفارسية أن تأخذ المنطقة.

### الحكم السوفيتي

#### 1944 الترحيل من جورجيا إلى آسيا الوسطى
في 15 نوفمبر عام 1944، ثم أمر السكرتير العام للحزب الشيوعي السوفييتي جوزيف ستالين بترحيل أكثر من 115,000 الأتراك المسخيت من وطنهم، الذين طردوا من بيوتهم سرًا وساقوا على عربات السكك الحديدية. توفي ما لا يقل عن 30,000 إلى 50,000 من المهجرين بسبب الجوع والعطش والبرد ونتيجة لعمليات الترحيل والحرمان عانوا كثيراً في المنفى. كما ألقى حراس السوفياتي بالأتراك المسخيت في السكة الحديدية عبر المنطاق الواسعة، وغالبًا بدون طعام أو ماء، أو مأوى ووفقًا للتعداد السوفياتي عام 1989، عاش 106,000 الأتراك المسخيت في أوزبكستان، 50,000 في كازاخستان، و21,000 في قيرغيزستان. وبالمقارنة مع القوميات الأخرى الذين تم ترحيلهم خلال الحرب العالمية الثانية، لم يذكر أي سبب لإبعاد الأتراك المسخيت، التي ظلت سرية حتى عام 1968. كان فقط في عام 1968 أن الحكومة السوفياتية اعترفت أخيرًا بأن الأتراك المسخيت الذين قد تم ترحيلهم حيث كان السبب وراء ترحيل الأتراك المسخيت لعام 1944 الاتحاد السوفياتي كان يستعد لإطلاق حملة ضغط ضد تركيا. في يونيو 1945 فياتشيسلاف مولوتوف، الذي كان آنذاك وزير الشؤون الخارجية، قدم الطلب إلى السفير التركي في موسكو بإستسلام ثلاث محافظات أناضولية (قارص، أرداهان وأرتوين). كما كانت موسكو تستعد أيضًا لدعم المزاعم الارمنية إلى عدة محافظات أناضولية أخرى، بدى الحرب ضد تركيا ممكنًا، وجوزيف ستالين يريد مسح الحدود الجورجية التركية الاستراتيجية التي عاش بها أتراك المسخيت. خلافًا للمجموعات الأخرى المسلمة المُّرحلة، المسخيت لم يسمح لهم بالعودة إلى وطنهم. في أبريل 1970، طالب قادة الحركة الوطنية التركية المسخيتية السفارة التركية في موسكو للحصول على إذن للهجرة إلى تركيا كمواطنين أتراك إذا استمرت الحكومة السوفييتية رفضها السماح لهم الاستيطان في المسخيت. ولكن كان رد الحكومة السوفيتية هو اعتقال قادة المسخيت.

#### عام 1989 الترحيل من أوزبكستان إلى بلدان سوفيتية أخرى
في عام 1989، اندلعت أعمال شغب بين الأتراك المسخيت الذين استقروا في أوزبكستان والأوزبك. ونمت مشاعر الاستياء القومي ضد هؤلاء السكان الذين تنافسوا مع الأوزبك على الموارد في وادي فرغانة المكتظة بالسكان. فأدى إلى مئات القتلى والجرحى من أتراك المسخيت، ودُمرت ما يقرب 1000 من ممتلكاتهم وهرب الآلاف من الأتراك المسخيت إلى المنفى. غالبية أتراك المسخيت الذي بلغ عددهم آنذاك إلى 70,000 ذهبوا إلى أذربيجان، في حين ذهب الباقي إلى مناطق مختلفة من روسيا (وخصوصًا كراسنودار كراي) وكازاخستان وقيرغيزستان وأوكرانيا.

## التركيبة السكانية

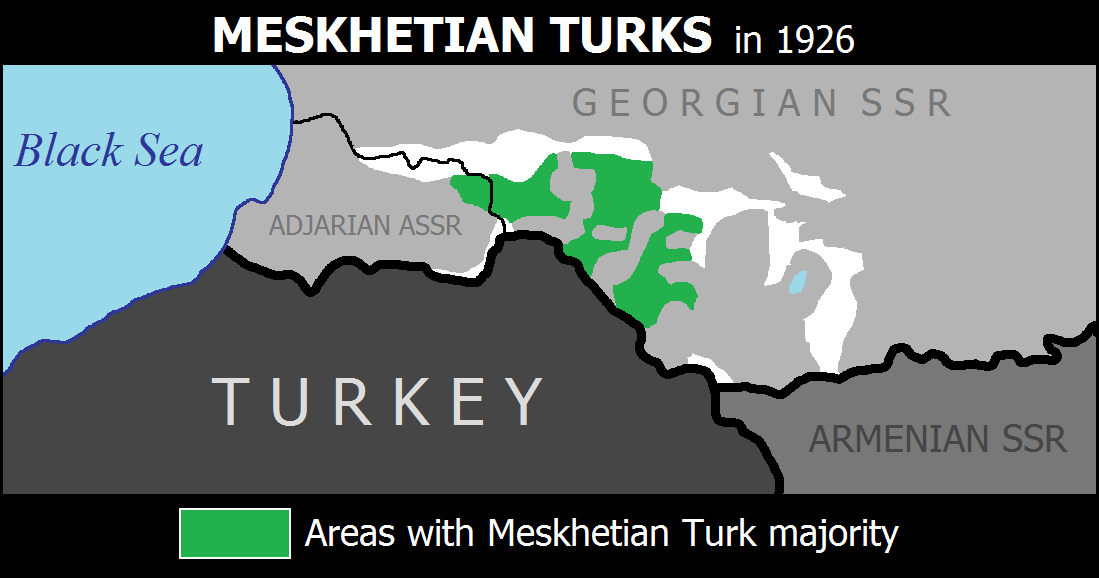
أماكن استقرار الأتراك المسخيت عام 1926.

وفقًا للتعداد السوفياتي عام 1989، كان هناك 502,207 تركي يعيشون في الاتحاد السوفياتي. ومع ذلك سجلت السلطات السوفياتية الكثير من الأتراك المسخيت على أنها تنتمي إلى جنسيات أخرى مثل «الأذرية»، «الكازاخية»، «القيرغيزية»، «والأوزبكية». وبالتالي، لا يظهر التعداد الرسمي بالضرورة انعكاسًا حقيقيًا من السكان الحقيقين للأتراك المسخيت؛ فعلى سبيل المثال، وفقًا لتعداد أذربيجان 2009، كان هناك 38,000 تركي يعيشون في البلاد. لكن ليس هناك أي تمييز في التعداد بين أتراك المسخيت وأتراك تركيا الذين أصبحوا مواطني أذربيجان، وتصنف كلا الفريقين في التعداد الرسمي باسم «الأتراك» أو «الأذر». وفقًا لمفوض الأمم المتحدة السامي لشؤون اللاجئين التقرير الذي نشر في عام 1999، أن 100,000 من أتراك المسخيت الذين يعيشون في أذربيجان وذكر معهد باكو للسلام والديمقراطية في عام 2001، أن ما بين 90,000 و 110,000 من أتراك المسخيت الذين يعيشون في أذربيجان، وبالمثل فإن التقديرات الأكاديمية توصلت أيضًا إلى أن المجتمع التركي المسخيتي بالأرقام في أذربيجان 90,000 إلى 110,000.
في الآونة الأخيرة، وبعض الأتراك المسخيت في روسيا، وخاصة تلك الموجودة في كراسنودار، واجهت عداء من السكان المحليين. عانى أتراك كراسنودار المسخيت انتهاكات كبيرة لحقوق الإنسان، بما في ذلك الحرمان من جنسيتهم. وهم محرومون من الحقوق المدنية والسياسية والاجتماعية ويحظر عليهم امتلاك العقارات والتوظيف. وهكذا منذ عام 2004 وغادر العديد من الأتراك منطقة كراسنودار للولايات المتحدة كلاجئين. لا يزالون ممنوعون من العودة إلى الوطن بشكل كامل لجورجيا.

## الثقافة

### الدين
أتراك المسخيت مسلمون ذات الغالبية السنية مع أقلية شيعية.

### اللغة
الأتراك المسخيت يتكلمون بلهجة الأناضول الشرقية من تركيا، والتي تنحدر من مناطق قارص، أرداهان، وأرتوين. وقد تأثرت اللهجة التركية المسخيتية أيضًا بلغات أخرى (بما فيها الأذرية، الجورجية، الكازاخستانية، القيرغيزية، الروسية، والأوزبكية).

## روابط خارجية
- مادة وثائقية عن أتراك المسخيت من قناة روسيا اليوم على يوتيوب

## قائمة المراجع
- Aydıngün، Ayşegül؛ Harding، Çiğdem Balım؛ Hoover، Matthew؛ Kuznetsov، Igor؛ Swerdlow، Steve (2006)، Meskhetian Turks: An Introduction to their History, Culture, and Resettelment Experiences (PDF)، Center for Applied Linguistics، مؤرشف من الأصل (PDF) في 2012-05-14
- Barton، Frederick D.؛ Heffernan، John؛ Armstrong، Andrea (2002)، Being Recognised as Citizens (PDF)، http://www.humansecurity-chs.org/: Commission on Human Security، مؤرشف من الأصل (PDF) في 2016-03-22 {{استشهاد}}: روابط خارجية في |مكان= (مساعدة)
- Bennigsen، Alexandre؛ Broxup، Marie (1983)، The Islamic threat to the Soviet State، Taylor & Francis، ISBN:0-7099-0619-6.
- Blacklock، Denika (2005)، Finding Durable Solutions for the Meskhetians (PDF)، European Centre for Minority Issues، مؤرشف من الأصل (PDF) في 2015-07-14
- Coşkun، Ufuk (2009)، Ahiska/Meskhetian Turks in Tucson: An Examination of Ethnic Identity (PDF)، University of Arizona، مؤرشف من الأصل (PDF) في 2012-03-14
- Cornell، Svante E. (2001)، Small Nations and Great Powers: A Study of Ethnopolitical Conflict in the Caucasus، Routledge، ISBN:0-7007-1162-7.
- Council of Europe (2006)، Documents: working papers, 2005 ordinary session (second part), 25–29 April 2005, Vol. 3: Documents 10407, 10449-10533، Council of Europe، ISBN:92-871-5754-5.
- Drobizheva، Leokadia؛ Gottemoeller، Rose؛ Kelleher، Catherine McArdle (1998)، Ethnic Conflict in the Post-Soviet World: Case Studies and Analysis، M.E. Sharpe، ISBN:1-56324-741-0.
- Elbaqidze، Marina (2005)، "Multiculturalism in Georgia: Unclaimed Asset or Threat to the State?"، في Czyzewski، Krzystof؛ Kulas، Joanna؛ Golubiewski، Mikolaj (eds.) (المحررون)، A Handbook of Dialogue: Trust and Identity {{استشهاد}}: |محرر3-الأول= باسم عام (مساعدة).
- Enwall، Joakim (2010)، "Turkish texts in Georgian script: Sociolinguistic and ethno-linguistic aspects"، في Boeschoten، Hendrik؛ Rentzsch، Julian (eds.) (المحررون)، Turcology in Mainz، Otto Harrassowitz Verlag، ISBN:3-447-06113-8 {{استشهاد}}: |محرر2-الأول= باسم عام (مساعدة).
- Khazanov، Anatoly Michailovich (1995)، "People with Nowhere To Go: The Plight of the Meskhetian Turks"، After the USSR: Ethnicity, Nationalism and Politics in the Commonwealth of Independent States، University of Wisconsin Press، ISBN:0-299-14894-7.
- Kurbanov، Rafik Osman-Ogly؛ Kurbanov، Erjan Rafik-Ogly (1995)، "Religion and Politics in the Caucasus"، في Bourdeaux، Michael (ed) (المحرر)، The Politics of Religion in Russia and the New States of Eurasia، M.E. Sharpe، ISBN:1-56324-357-1 {{استشهاد}}: |محرر-الأول= باسم عام (مساعدة).
- Minahan، James (2002)، Encyclopedia of the Stateless Nations: L-R، Greenwood Publishing Group، ISBN:0-313-32111-6.
- Pepinov، Fuad (2008)، "The Role of Political Caricature in the ultural Development of the Meskhetian (Ahiska) Turks"، في Kellner-Heinkele، Barbara؛ Gierlichs، Joachim؛ Heuer، Brigitte (eds.) (المحررون)، Islamic Art and Architecture in the European Periphery: Crimea, Caucasus, and the Volga-Ural Region، Otto Harrassowitz Verlag، ISBN:3-447-05753-X {{استشهاد}}: |محرر3-الأول= باسم عام (مساعدة)
- Polian، Pavel (2004)، Against Their will: The History and Geography of Forced Migrations in the USSR، Central European University Press، ISBN:963-9241-68-7.
- Rasuly-Paleczek، Gabriele؛ Katschnig، Julia (2005)، Central Asia on Display: Proceedings of the VIIth Conference of the European Society for Central Asian Studies، LIT Verlag Münster، ISBN:3-8258-8309-4.
- Rywkin، Michael (1994)، Moscow's Lost Empire، M.E. Sharpe، ISBN:1-56324-237-0.
- Seferov، Rehman؛ Akış، Ayhan (2011)، Sovyet Döneminden Günümüze Ahıska Türklerinin Yasadıkları Cografyaya Göçlerle Birlikte Genel Bir Bakıs (PDF)، Türkiyat Araştırmaları Dergisi، مؤرشف من الأصل (PDF) في 2013-09-27
- Tomlinson، Kathryn (2005)، "Living Yesterday in Today and Tomorrow: Meskhetian Turks in Southern Russia"، في Crossley، James G.؛ Karner، Christian (eds.) (المحررون)، Writing History, Constructing Religion، Ashgate Publishing، ISBN:0-7546-5183-5 {{استشهاد}}: |محرر2-الأول= باسم عام (مساعدة).
- UNHCR (1999a)، Background Paper on Refugees and Asylum Seekers from Azerbaijan (PDF)، United Nations High Commissioner for Refugees، مؤرشف من الأصل (PDF) في 2020-01-09
- UNHCR (1999b)، Background Paper on Refugees and Asylum Seekers from Georgia (PDF)، United Nations High Commissioner for Refugees، مؤرشف من الأصل (PDF) في 2018-09-19
- Wixman، Ronald (1984)، The Peoples of the USSR: An Ethnographic Handbook، M.E. Sharpe، ISBN:0-87332-506-0.